# متحف التقاليد الشعبية (دير الزور)
متحف التقاليد الشعبية متحف مخصص لعرض مجسمات وصور تحاكي التقاليد الشعبية في محافظة دير الزور.

## تاريخه

متحف التقاليد الشعبية في دير الزور.

أسس متحف التقاليد الشعبية في محافظة دير الزور من قبل العلامة الأستاذ عبد القادر عياش عام 1957 على نفقته الخاصة، وقد حرص على جمع الكثير من الأدوات والألبسة التي أستعملها السكان في وادي الفرات وكثير من الكتب والوثائق والصور التي تعد جزءاً من تاريخهم الأجتماعي والثقافي.
ويعود تاريخ بناء متحف التقاليد الشعبية الحالي إلى عام 1930 في عهد الرئيس تاج الدين الحسيني، حيث كان داراً للحكومة ثم تحول بعدها إلى دار للقضاء وفي عام 1983 تحول البناء إلى متحف وطني جمعت فيه اللقى الأثرية التي جمعتها بعثات التنقيب الأثرية في محافظة دير الزور ليتم بعدها تخصيصه كمتحف للتقاليد الشعبية في عام 1996.

## موقعه
يقع متحف التقاليد الشعبية في الشارع الممتد ما بين الساحة العامة والجسر العتيق وسط مدينة دير الزور، وتبلغ مساحته 428 متراً مربعاً.

## مقتنياته
يضم المتحف 19 غرفةً موزعةً على طابقين، وتضم قاعة للأزياء الرجالية وقاعة أخرى تمثل غرفة المعيشة القديمة وقاعة للحياة البدوية وقاعتين كمخبر وورشة فنية للترميم، بالإضافة إلى قاعة خاصة بالساعات القديمة والمعروضات الفنية من لوحات وأعمال فنانين راحلين من دير الزور، وقاعة أخرى تخص أدوات الزينة الرجالية ومسابح وخناجر وأسلحة نارية وقاعة تخص أدوات المطبخ والخزفيات تعود لنهايات الفترة العثمانية، كما توجد قاعة تختص بالحلي النسائية من فضيات وأدوات تستخدم في الحمام تعود للقرن التاسع عشر.